# Клозер, Харальд
Харальд Клозер (нем. Harald Kloser; род. 9 июля 1956) — австрийский кинокомпозитор, сценарист и продюсер, который выиграл премию BMI в 2005 году за фильмы «Чужой против Хищника» и «Послезавтра». Автор сценария фильма «2012» и «10 000 лет до нашей эры».

## Фильмография
| Год  | Название                | Ориг. название         | Указан как | Указан как                           | Указан как |
| Год  | Название                | Ориг. название         | Композитор | Продюсер или исполнительный продюсер | Сценарист  |
| ---- | ----------------------- | ---------------------- | ---------- | ------------------------------------ | ---------- |
| 1999 | Тринадцатый этаж        | The Thirteenth Floor   | Да         | Нет                                  | Нет        |
| 2001 | Туннель                 | The Tunnel             | Да         | Нет                                  | Нет        |
| 2004 | Послезавтра             | The Day After Tomorrow | Да         | Нет                                  | Нет        |
| 2004 | Чужой против Хищника    | Alien vs. Predator     | Да         | Нет                                  | Нет        |
| 2008 | 10 000 лет до нашей эры | 10,000 BC              | Да         | Да                                   | Да         |
| 2009 | 2012                    | 2012                   | Да         | Да                                   | Да         |
| 2011 | Аноним                  | Anonymous              | Да         | Нет                                  | Нет        |
| 2013 | Штурм Белого дома       | White House Down       | Да         | Да                                   | Нет        |